# Калугинский сельсовет
Калугинский сельсовет — муниципальное образование со статусом сельского поселения в составе Инжавинского района Тамбовской области России.
Административный центр — село Калугино.

## История
В соответствии с Законом Тамбовской области от 17 сентября 2004 года № 232-З установлены границы муниципального образования и статус сельсовета как сельского поселения.

## Население
| 2010 | 2012 | 2013 | 2014 | 2015 | 2016 | 2017 |
| ---- | ---- | ---- | ---- | ---- | ---- | ---- |
| 672  | ↘632 | ↘606 | ↘593 | ↘562 | ↘535 | ↘515 |
| 2018 | 2019 | 2020 | 2021 |      |      |      |
| ↘484 | ↘468 | ↘445 | ↘399 |      |      |      |

## Состав сельского поселения
| №  | Населённый пункт | Тип населённого пункта       | Население |
| -- | ---------------- | ---------------------------- | --------- |
| 1  | Базарный         | посёлок                      | 6         |
| 2  | Беляевка         | деревня                      | 11        |
| 3  | Брадзиловка      | деревня                      | 4         |
| 4  | Калугино         | село, административный центр | ↘426      |
| 5  | Леоновка         | деревня                      | 24        |
| 6  | Новокалугино     | деревня                      | 52        |
| 7  | Подгорный        | посёлок                      | 24        |
| 8  | Соболевка        | деревня                      | ↘80       |
| 9  | Торбеевка        | деревня                      | 0         |
| 10 | Трескино         | село                         | 45        |

### Упразднённые населённые пункты
Деревня Толмачёвка